# Anton Giménez i Riba
Anton Giménez i Riba (Barcelona, Barcelonès, juliol de 1940 — Barcelona, Barcelonès, 28 de maig de 2010) va ser un documentalista, restaurador i conservador cinematogràfic català. Fou el fill del director cinematogràfic, inventor i poeta català Domènec Giménez i Botey.
Fins a l'any 2004, any de la seva jubilació, fou cap dels arxius de la Filmoteca de la Generalitat de Catalunya, càrrec des del qual promogué la recuperació i restauració d'un gran nombre de films rodats a Catalunya, d'entre les quals les cintes de Segon de Chomon. Va cultivar l'anomenat cinema d'aficionats, i es va convertir en un expert en química del revelatge. Des del moment de la seva jubilació, promogué també el Festival Memorimage de Reus, que va dirigir entre el 2006 i el 2009.
Fou impulsor de l'associació Cinema Rescat, creada el 1996, per a la recuperació de cintes, de la junta directiva de la qual fou membre fundador. Com a reconeixement, la Secció de Cinema li va atorgar una medalla UNICA el 1995 per la seva meritòria tasca de salvació del patrimoni cinematogràfic amateur.